# Castiglioncello
(Dizionario Geografico Fisico Storico della Toscana, Emanuele Repetti, 1841)
Castiglioncello (già Castiglione Mondiglio) è una frazione di 3 553 abitanti del comune di Rosignano Marittimo, in provincia di Livorno.
Situata in una posizione privilegiata dal punto di vista panoramico, lontana dalle grandi vie di comunicazione, è rimasta fino all'epoca moderna sconosciuta e incontaminata, con le sue pinete e le scogliere a ridosso del mar Ligure.
Castiglioncello è divenuta celebre negli anni sessanta dello scorso secolo come meta di vacanza di importanti esponenti del mondo del cinema, come Alberto Sordi, Guido Mannari  e Marcello Mastroianni. Ospitò in tale periodo anche il set del noto film di Dino Risi Il sorpasso, con Vittorio Gassman e Jean-Louis Trintignant.

## Storia
Villaggio di poveri pescatori ai margini estremi dell'Etruria, segue le sorti di Volterra. Di questo periodo, della potenza etrusca, rimane una testimonianza nell'urna cineraria in alabastro, risalente al II secolo a.C., ritrovata proprio nella necropoli di Castiglioncello.
Già avamposto dei Medici, che qui nel XVII secolo fecero costruire una torre d'avvistamento sul promontorio, è una famosa località balneare fin dalla metà dell'Ottocento; inoltre tra le sue riparate cale e la folta macchia mediterranea trovò sviluppo la corrente pittorica dei Macchiaioli, che si espresse attraverso le opere di Giovanni Fattori, Odoardo Borrani, Silvestro Lega, Telemaco Signorini, Giuseppe Abbati e molti altri, che solevano villeggiare in Castiglioncello, spesso ospiti del mecenate Diego Martelli, e i cui dipinti spesso ritraggono l'abitato e le colline limitrofe. Castiglioncello è infatti considerato uno dei luoghi più influenti per la corrente artistica dei Macchiaioli, grazie al suo paesaggio mozzafiato che ha ispirato molti artisti del tempo. Le opere di Giovanni Fattori, Telemaco Signorini, e altri artisti che frequentavano la zona sono spesso esposte in importanti musei italiani.
Sul finire dell'Ottocento venne costruito dal barone Fausto Lazzaro Patrone il Castello Pasquini, il cui stile neomedievale ha poi influenzato l'architettura della vicina stazione ferroviaria, inaugurata nel 1910 assieme al tratto di ferrovia Vada-Livorno che migliorò il percorso sulla linea Genova-Roma. Il barone edificò il castello sui terreni appartenuti a Diego Martelli acquistati contestualmente a tutti i suoi beni, con il preciso intento di creare il fulcro di uno dei primi centri balneari di fine Ottocento. Realizzò anche i primi "bagni" in forma di vero e proprio stabilimento balneare completi di ogni comfort, inseguendo il sogno di trasformare il piccolo centro di Castiglioncello in rinomata località balneare.
La fortuna turistica di Castiglioncello ebbe inizio nella seconda metà dell'Ottocento, quando colpito dalla mitezza del clima e la bellezza del paesaggio, Diego Martelli, critico d'arte e mecenate, vi stabilì la sua residenza. Qui invitò in maniera continuativa fino alla fine del secolo, quasi tutti i pittori, divenuti poi famosi, del gruppo dei macchiaioli dando origine ad un periodo artistico celebre come la Scuola di Castiglioncello.
Meta ambita da sempre da personaggi illustri del mondo dell'arte, della cultura e dello spettacolo è oggi una delle più rinomate località turistiche, conosciuta in Italia e all'estero per le bellezze del paesaggio, per la qualità e raffinatezza dei servizi che essa offre e per le iniziative culturali ed associative di alto valore che promuove. 
Tra i suoi residenti illustri, spicca Alberto Sordi, che possedeva una casa affacciata sul mare, diventata nel tempo un simbolo del legame tra il grande attore e la costa toscana. Negli anni sessanta , il celebre regista Franco Zeffirelli era solito affittare la residenza estiva di Oscar de Bernardinis, adesso di proprietà di Riccardo De Bernardinis, noto imprenditore digitale.
Tra gli anni sessanta e ottanta Castiglioncello è stato un vero e proprio rifugio per celebrità del cinema e della cultura italiana. Marcello Mastroianni amava passeggiare lungo le sue spiagge, mentre Luchino Visconti organizzava serate culturali nella sua villa. Vittorio Gassman era noto per le sue improvvisazioni in ristoranti locali, come una memorabile lettura di Dante. Anche Federico Fellini frequentava Castiglioncello, trovando ispirazione durante le sue passeggiate mattutine. Rita Pavone e Teddy Reno trascorrevano qui le estati, con Pavone che spesso si esibiva in serate improvvisate. Castiglioncello era un vero crocevia di artisti e creativi in quegli anni.
Dal 1992 Castiglioncello ha ottenuto più volte l'attribuzione della Bandiera Blu da parte della FEE, acronimo di Foundation for Environmental Education.

## Monumenti e luoghi d'interesse

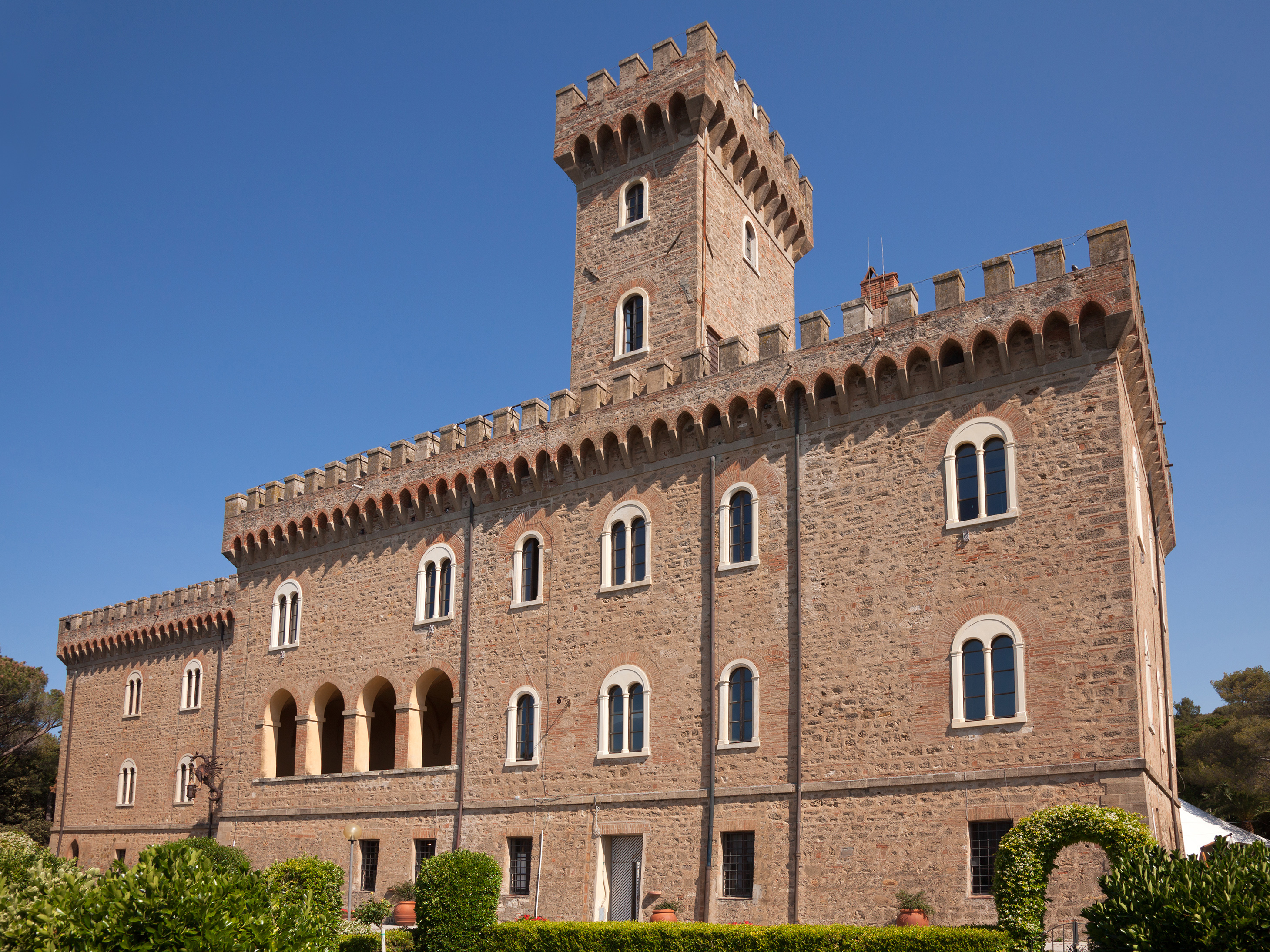
Il Castello Pasquini

### Architetture religiose
- Chiesa dell'Immacolata Concezione: la costruzione fu iniziata nel 1922, mentre la cupola risale agli anni immediatamente successivi alla seconda guerra mondiale, quando la chiesa fu restaurata a seguito dei danni riportati a causa degli eventi bellici.
- Chiesa di Sant'Andrea: sorge sui resti di un oratorio del XVII secolo. La forma attuale risale solo al 1864.

### Architetture civili
- Castello Pasquini: fu costruito tra il 1889 ed il 1891 dal barone Patrone in uno stile che richiamava alla mente quello dei palazzi fiorentini del Medioevo.
- Villa Celestina: in stile razionalista, risale agli anni trenta.

### Architetture militari
- Torre di Castiglioncello: risale anch'essa al XVII secolo e faceva parte del sistema d'avvistamento del litorale livornese. Ha subito alcune modifiche nell'Ottocento.

### Aree naturali
- Poggio Pelato: il monte più alto del comune, con i suoi numerosi percorsi da trekking, la macchia mediterranea, i resti delle miniere di magnesite e meta del percorso rievocativo dei macchiaioli tra vedute delle colline che si "gettano" in mare.
- Pineta Marradi: pineta di pini marittimi in riva al mare. Al suo interno si trovano Villa Celestina e il Cardellino, un ex sala da ballo anni sessanta del Novecento un tempo frequentata dai volti del cinema italiano. Oggi punto di incontro per i vacanzieri.

## Cultura

### Musei
- Museo archeologico nazionale di Castiglioncello[10]: realizzato nel 1914 da Luigi Adriano Milani e venne chiuso intorno al 1972-1973. È stato riaperto nel 2001[11].

### Eventi
- Inequilibrio Festival - Festival di Castiglioncello (Periodo estivo) che prevede manifestazioni di danza di alto livello nazionale ed internazionale, nuove produzioni di danza contemporanea, sperimentazioni oltre che il grande evento estivo (agosto) con la coreografia di Micha Wan Hoche ed il suo ensemble.
- Premio letterario Castiglioncello-Costa degli Etruschi con sezione letteraria (settembre) e sezione filosofica (febbraio).

## Sport
Ha sede nel paese la società Unione Sportiva Dilettantistica Castiglioncello, fondata nel 1919.
Il Castiglioncello nella stagione 2019/2020 è riuscita, grazie alla finale di Coppa Toscana (non potuta disputare a causa della pandemia) a raggiungere l'obiettivo del salto di categoria. Addirittura nel 1920-1921 arrivò a partecipare al campionato di Promozione, il secondo livello calcistico nazionale dell'epoca. Nella stagione 2024/2025, il Castiglioncello vince il campionato di prima categoria, tornando in Promozione.

## Citazioni letterarie
Castiglioncello e Gabbro sono le ambientazioni del romanzo della cantante e scrittrice Nada Malanima, Il mio cuore umano, edito nel 2008 e da cui nel 2009 è stato tratto il film per la televisione La bambina che non voleva cantare.

## Galleria d'immagini

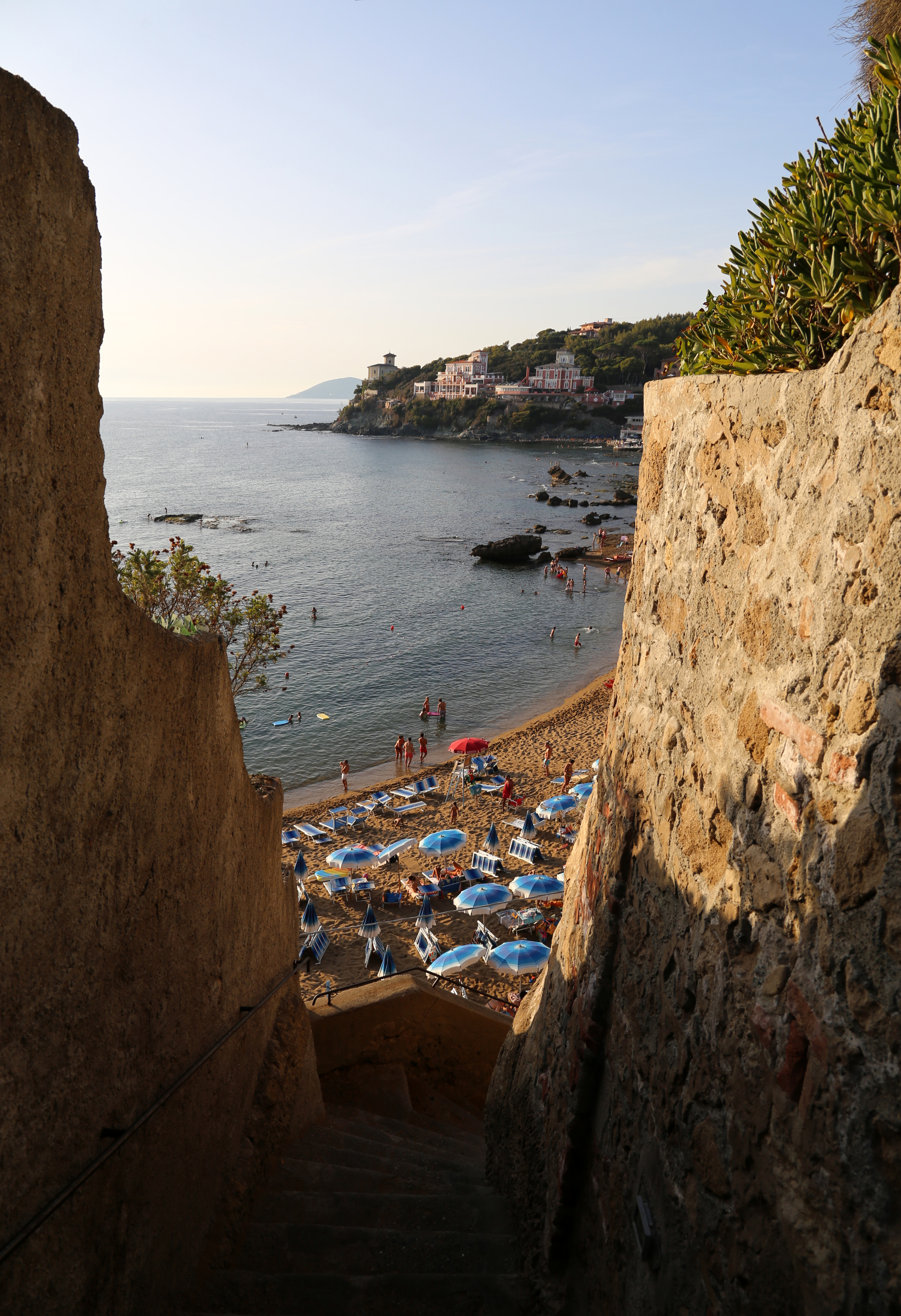
Baia del Quercetano
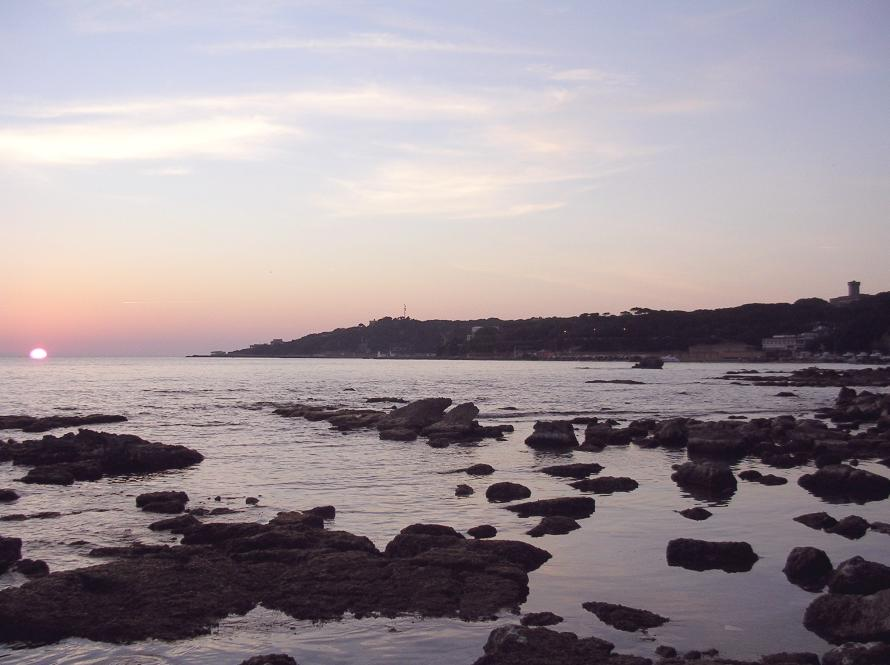
Tramonto
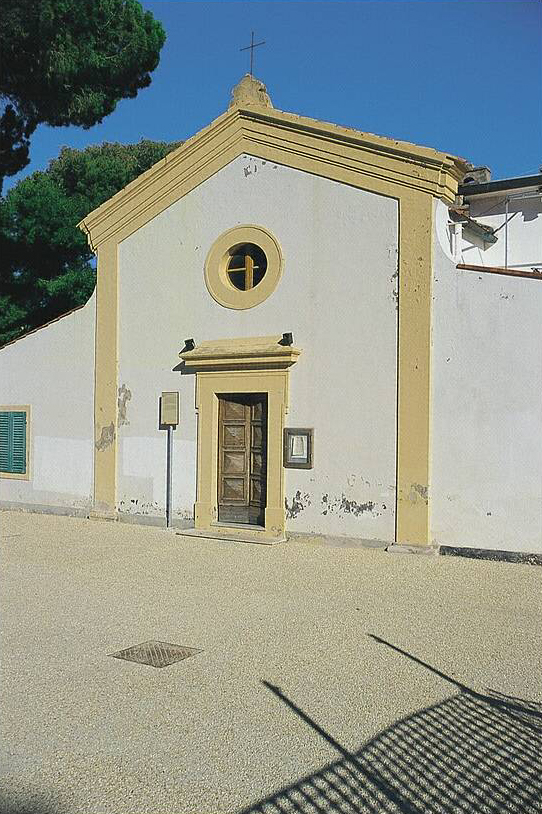
Oratorio di Sant'Andrea Apostolo
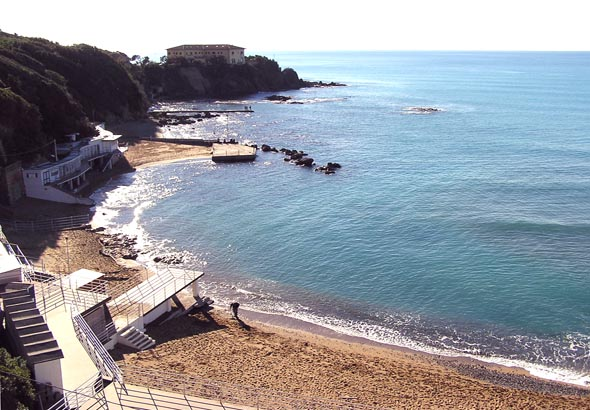
Veduta invernale della baia del Quercetano
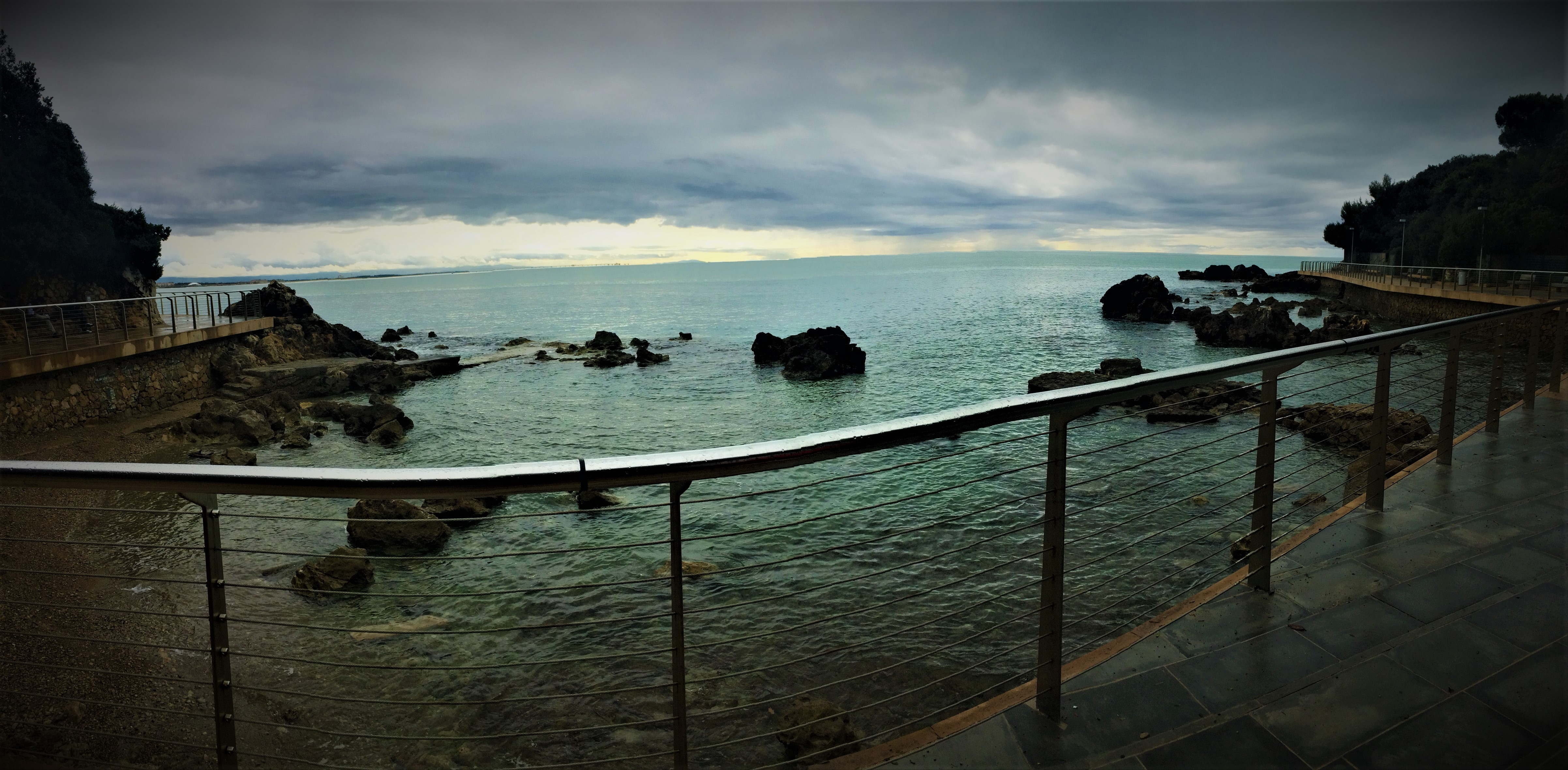
Punta Righini
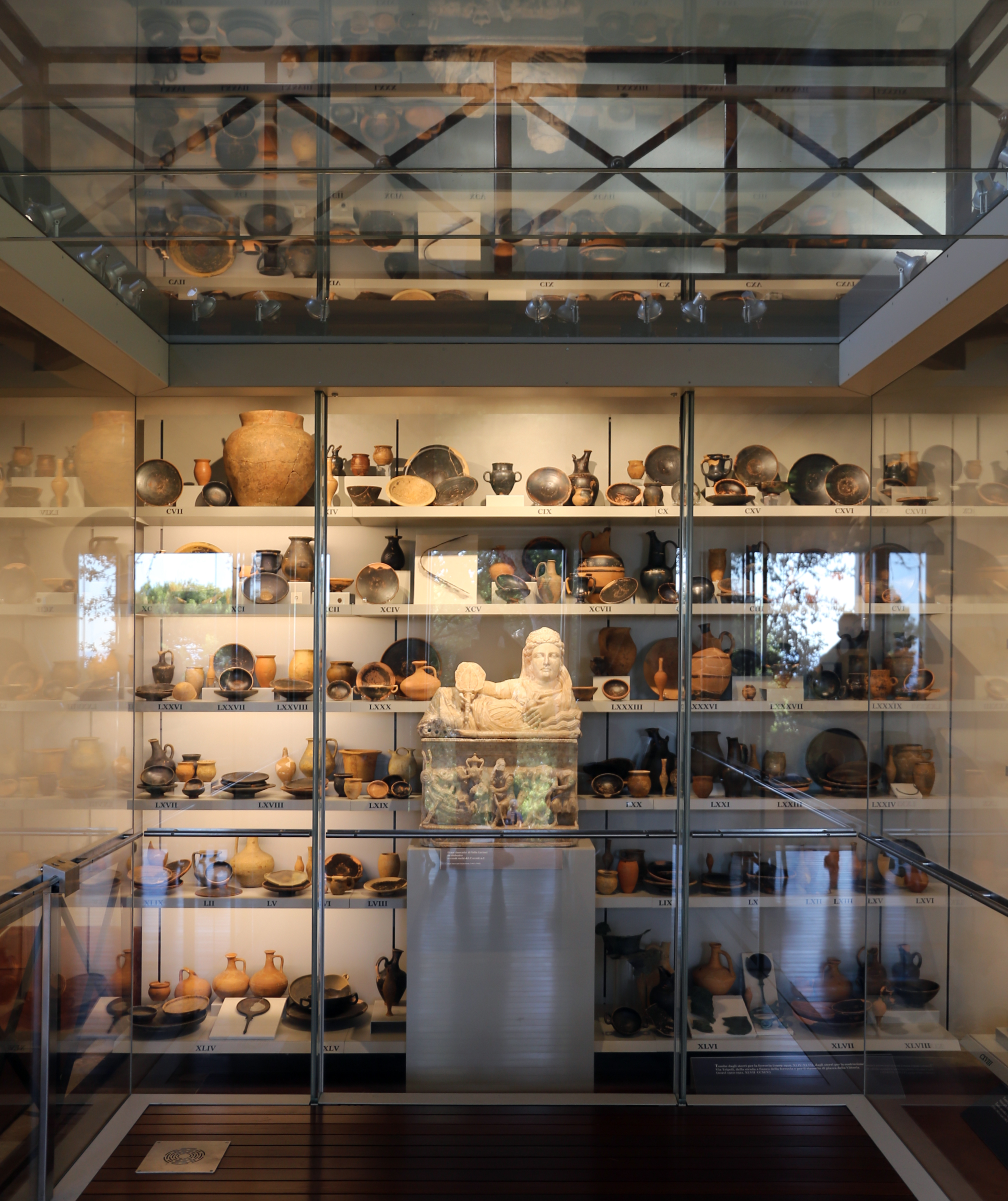
Il Museo archeologico nazionale